# Шербуршки кишобрани
Шербуршки кишобрани (фр. Les Parapluies de Cherbourg) је француски мјузикл из 1964. године у режији Жака Демија.

## Награде
- Златна палма у Кану 1964.[1]
- Номинован за Оскара у категорији за најбољи страни филм 1964.

## Улоге
| Глумац           | Улога   |
| ---------------- | ------- |
| Главне улоге     |         |
| Катрин Денев     | Женевив |
| Нино Кастелнуово |         |